# Las Labores
Las Labores és un municipi de la província de Ciudad Real a la comunitat autònoma de Castella-La Manxa. Limita al nord amb Herencia, a l'est amb Puerto Lápice, al Sud amb Arenas de San Juan i a l'oest amb Villarrubia de los Ojos.